# Советский пролив
Советский пролив (Гоёмай-Кайкё, Гоёмай) — пролив в Тихом океане, отделяет острова Малой Курильской гряды (Сигнальный, Сторожевой, Рифовый, Танфильева) от полуострова Немуро острова Хоккайдо. Соединяет Южно-Курильский пролив на севере и Тихий океан на юге. Японское название — Гоёмай-суйдо (яп. 珸瑤瑁水道 Гоё:май-суйдо:).
Длина около 13 км. Ширина около 10 км. Ширина в наиболее узком месте между изобатами 20 м — 740 м. Максимальные глубины достигают 89 м. Берег преимущественно низкий, изрезанный.
В акватории Советского пролива между островом Танфильева и полуостровом Немуро лежат крошечные островки Сигнальный, Рифовый и Сторожевой (все три поднимаются из банки Опасной).
На берегах пролива выделяются мысы Неприступный, Зоркий (о. Танфильева) и Носаппу, Гоёмай (Хоккайдо).
Средняя величина прилива по берегам пролива 1,0 м. В зимнее время заполнен льдами.
Назван по граничному расположению (бывшего СССР с Японией).
На берегах пролива находятся населённые пункты Носаппу, Гоёмай (Япония) и др.
Пролив находится в акваториях Сахалинской области России и префектуры Хоккайдо Японии, по нему проходит государственная граница.